# NGC 2164
NGC 2164 је расејано звездано јато у сазвежђу Златна риба које се налази на NGC листи објеката дубоког неба.
Деклинација објекта је - 68° 30' 56" а ректасцензија 5h 58m 55,0s. Привидна величина (магнитуда) објекта NGC 2164 износи 10,3. NGC 2164 је још познат и под ознакама ESO 57-SC62.